# انتخابات پارلمانی گامبیا (۲۰۲۲)
انتخابات پارلمانی در ۹ آوریل ۲۰۲۲ در گامبیا برگزار شد.

## نظام انتخاباتی
۵۳ عضو مجلس ملی متشکل از ۴۸ نماینده است که از حوزه‌های تک نفره با رأی‌گیری نخست‌گزینی و دوم و پنج نماینده منصوب انتخاب می‌شوند.